# Henrietta Cuttino Dozier

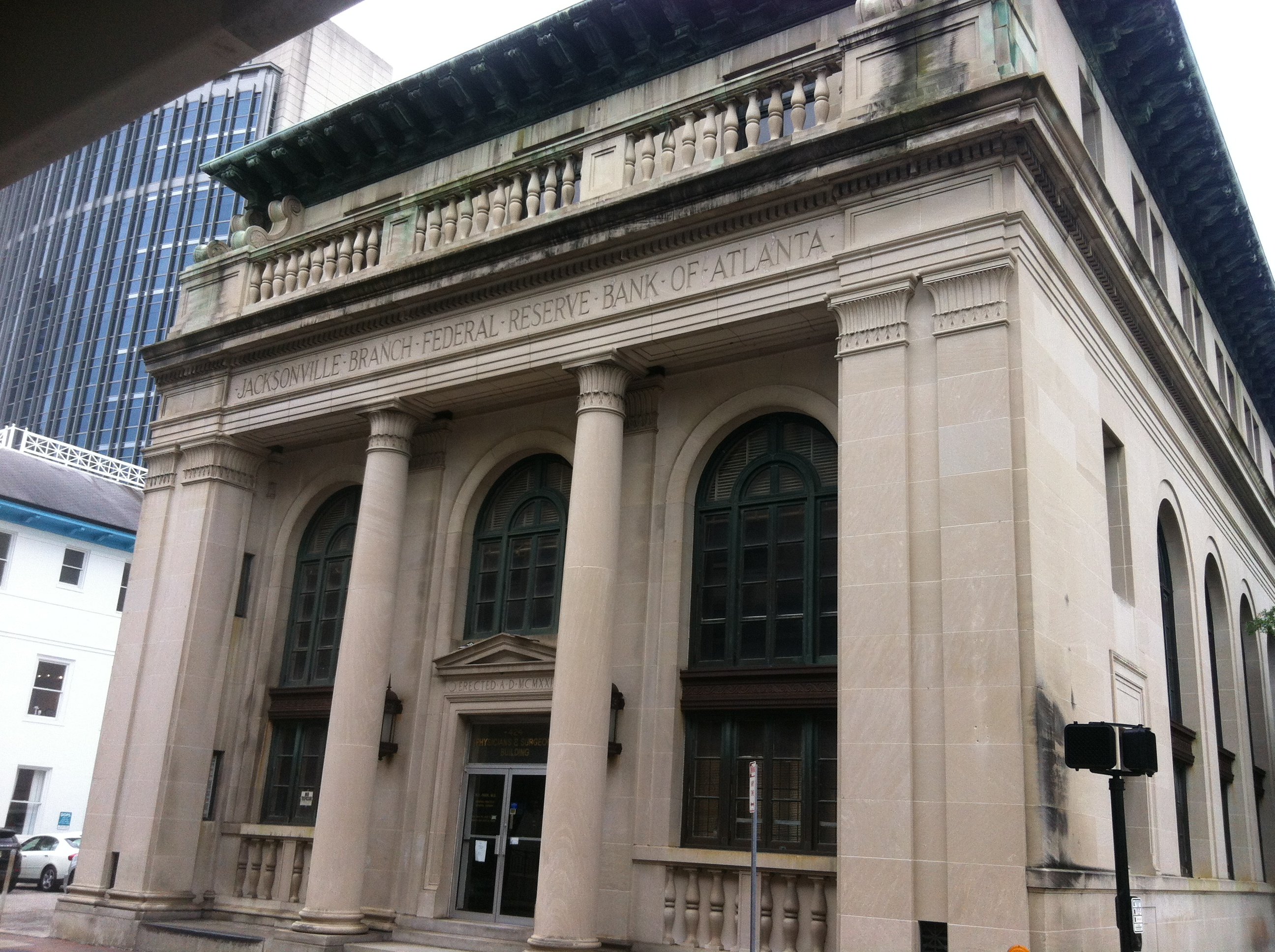
Reserva Federal de Atlanta, Sucursal de Jacksonville 1924 Diseño de Henrietta Cuttino Dozier y A. Ten Eyck Brown

Henrietta Dozier (1872–1947) fue una arquitecta norteamericana de Atlanta, Georgia y Jacksonville, Florida. Es considerada la primera arquitecta del estado de Georgia y fue la primera mujer en los Estados Unidos del sur en recibir educación formal arquitectónica en una Escuela Nacional de Arquitectura. Diseñó iglesias, escuelas, edificios de gobierno, apartamentos y casas.

## Primeros años
Dozier nació en Fernandina Beach, Florida, la tercera y última hija de Henry Cuttino Dozier (quien murió unos pocos meses antes de que ella naciera) y Cornelia Ann (Scriven) Dozier, ambos originarios de Carolina del Sur. Tenía un hermano, Scriven, y una hermana, Louise. Desde edad temprana,  supo que quería ser arquitecta, y después de terminar sus estudios secundarios, ingresó como aprendiz en una Oficina de Arquitectura antes de pasar dos años en el Instituto Pratt en Brooklyn, Nueva York. Luego, ingresó al Instituto de Tecnología de Massachusetts, donde se graduó como arquitecta en el año 1899, una de las tres mujeres dentro de una clase de 176 estudiantes.

## Trayectoria
Dozier trabajó en Atlanta por 13 años antes de trasladarse a Jacksonville en 1914. Trabajó para el Departamento de Ingeniería de Jacksonville durante la Primera Guerra Mundial y luego se independizó abriendo su propia oficina de arquitectura en 1918. 
Utilizó voces neutrales en varias ocasiones, para firmar en su nombre, a lo largo de su carrera, incluyendo 'H.C. Dozier' Y 'Harry' Dozier.
A pesar de su aversión hacia el modernismo en la arquitectura, considerándolo una moda pasajera, tuvo algunas opiniones inusuales en otros aspectos de su campo. En una entrevista de 1939, Dozier, entonces en sus 60s, discutió sobre "la casa de tierra pisada" y su creencia en que estas viviendas energéticamente eficientes, resistentes a las plagas y comparativamente económicas, eran correctas para el clima del Sur y que eventualmente se pondrían de moda.
En 1905, Dozier se convirtió en la tercera mujer en ser miembro del Instituto americano de Arquitectos.

## Obras
- G.W. Gignilliat Casa, Seneca, S.C. (1898).[2]
- John C. Cooper Casa, Jacksonville, Florida (1902).[2]
- Iglesia St. Philips Episcopal, 801 N. Pearl St., Jacksonville, Florida (1903), más una ampliación en 1914.[4]
- Capilla Episcopal de Todos los Santos, Atlanta, Georgia (1903). Dañada por un incendio y más tarde incorporada a una estructura mayor.[4]
- Sucursal del Banco de Reserva federal de Atlanta Jacksonville, junto con el arquitecto de Atlanta A. Ten Eyck Brown (1923–1924).[2]
- Apartamentos de Lampru (1924).[4]